# Bundesautobahn 559
 (octobre 2023).
Si vous disposez d'ouvrages ou d'articles de référence ou si vous connaissez des sites web de qualité traitant du thème abordé ici, merci de compléter l'article en donnant les références utiles à sa vérifiabilité et en les liant à la section « Notes et références ».
Pour les articles homonymes, voir A559 et Autoroute A559.
La Bundesautobahn 559 est une Bundesautobahn dans le Land de Rhénanie-du-Nord-Westphalie.

## Géographie
L'A 559 part du sud dans le prolongement de la Bundesautobahn 59 de l'échangeur routier de Porz jusqu'à Cologne-Vingst. Elle croise la Bundesautobahn 4 à l'échangeur autoroutier de Cologne-Gremberg.
La Landesstraße 124 de Rhénanie du Nord-Westphalie, également aménagée en autoroute, continue de Cologne-Vingst jusqu'à Cologne-Deutz. Étant donné que ce tronçon ne fait pas partie de la Bundesautobahn, elle comporte des panneaux blancs au lieu des bleus typiques et n'est pas signalé comme l'A 559.

## Histoire
L'A 59 bifurque au niveau du triangle de Porz jusqu'à l'échangeur autoroutier de Heumar, où elle fusionne avec l'A 3/A 4 (périphérique de Cologne). Cette jonction ouvre au début des années 1980 pour soulager l'échangeur autoroutier de Cologne-Gremberg. En 2015, la construction du nouveau pont de la B 55 sur la L124 sur le Deutzer Ring à Cologne commence. Le nouveau bâtiment est achevé fin décembre 2016 (initialement prévu pour mi-2017) en respectant le budget prévu.